# 小さな朝の詩
『小さな朝の詩』（ちいさなあさのうた）は、NRN系列のラジオ局で放送されていたニッポン放送製作の朗読番組・歌番組である。東洋工業（現・マツダ）の一社提供。

## 概要
毎回一般の園児ないしは児童1人が詩を朗読し、ひばり児童合唱団のメンバーがその詩の内容と関係する歌を合唱していた5分間のミニ番組。司会はフリーアナウンサーの今井とも子が務めていた。オープニングテーマはひばり児童合唱団の「もし僕が神様だったら」で、詩の朗読中にはこの曲のオルゴールバージョンが流れていた。
製作局のニッポン放送では、1974年1月2日から1978年6月30日まで『山谷親平のお早ようニッポン』の内包番組という形で放送されていた。

## 番組の流れ
1977年3月放送の回を基準とする。
1. 今井による提供読み
2. 子供たちによる「小さな朝の詩」のタイトルコール
3. ひばり児童合唱団のメンバーによるオープニングテーマの合唱
4. マツダのCM （20秒）
5. 一般の子供による詩の朗読
6. ひばり児童合唱団のメンバーによる歌の披露
7. マツダのCM （20秒）
8. 今井による「小さな朝の詩」のタイトルコールと提供読み

## 放送局
- ニッポン放送
- STVラジオ
- 青森放送
- 岩手放送
- 東北放送
- 秋田放送
- 山形放送
- ラジオ福島
- 新潟放送
- 北日本放送
- 北陸放送
- 福井放送
- 山梨放送
- 信越放送
- 静岡放送
- 東海ラジオ
- 近畿放送
- 毎日放送
- 和歌山放送
- 山陰放送
- 中国放送
- 山口放送
- 西日本放送
- 四国放送
- 南海放送
- 高知放送
- 九州朝日放送
- 長崎放送
- 熊本放送
- 大分放送
- 宮崎放送
- 南日本放送
- ラジオ沖縄